# Рекардайнш і Ешпіньєл
Рекарда́йнш і Ешпіньє́л (порт. Recardães e Espinhel; МФА: [ʁɨ.kaɾ.ˈdɐ̃jz i ʃ.pi.ˈɲɛɫ]) — парафія в Португалії, в муніципалітеті Агеда. Складова округу Авейру.  Входить до регіону Центр. За старим адміністративним поділом, що був чинним до 1976 року, територія парафії належала провінції Берегова Бейра. Заснована 28 січня 2013 року. Площа парафії — 19,92 км², населення — 6036 ос. (2011), густота населення — 303,01 осіб/км²
. Патрон — архангел Михаїл і Діва Марія. Поштовий індекс — 3750. Код  — 010124.
```
Сформована із колишніх парафій 
Рекардайнш
 і 
Ешпіньєл
.
```

## Географія

Агеда (2013)
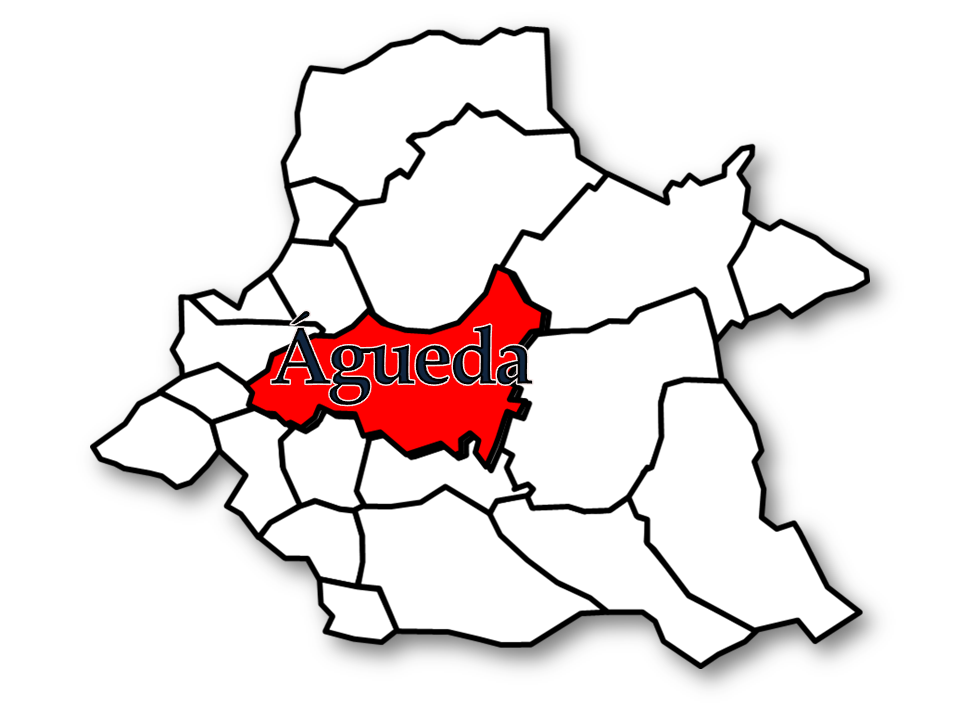
Агеда
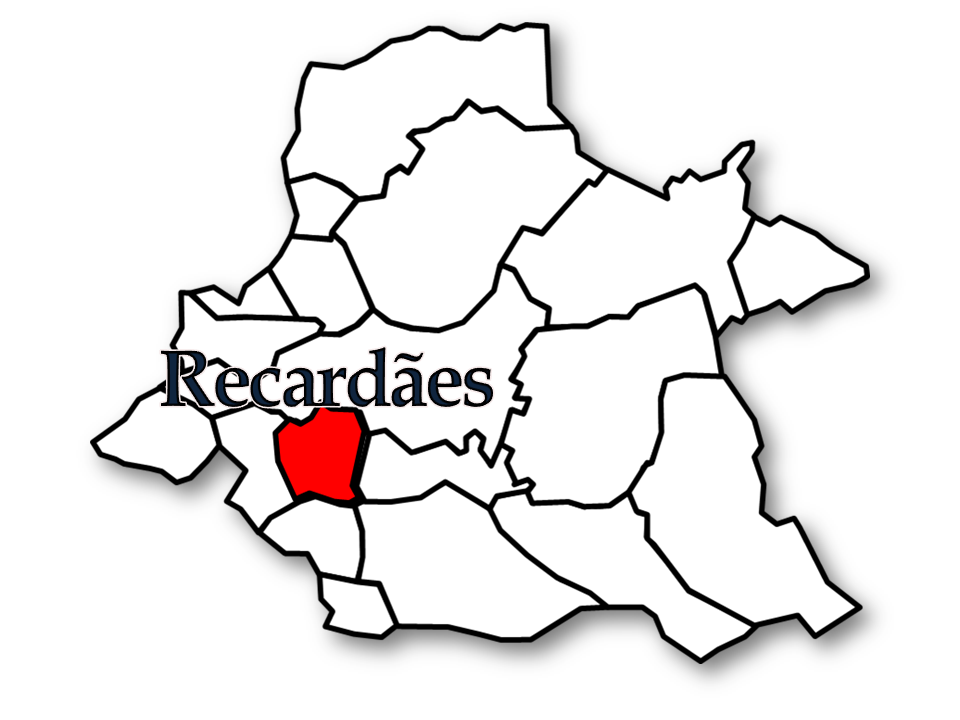
Рекардайнш
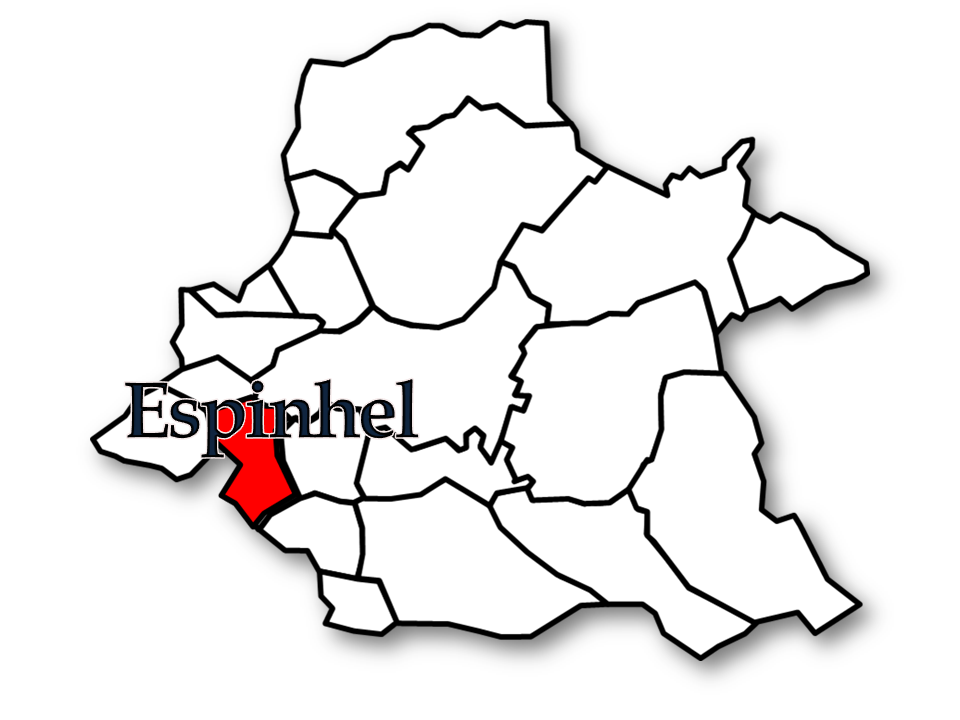
Ешпіньєл

## Населення
| 2011 |
| 6036 |